# Erich Itor Kahn
Erich Itor Kahn (ur. 23 lipca 1905 w Rimbach, zm. 5 marca 1956 w Nowym Jorku) – niemiecki kompozytor i pianista pochodzenia żydowskiego.

## Życiorys
W latach 1921–1928 studiował w konserwatorium Hocha we Frankfurcie nad Menem u Paula Franzena (fortepian) i Bernharda Seklesa (kompozycja). Od 1928 do 1933 roku był asystentem Hansa Rosbauda w rozgłośni Frankfurter Rundfunk. W 1933 roku wyemigrował do Francji. W latach 1938–1939 towarzyszył Pau Casalsowi w podróży koncertowej po Francji i Północnej Afryce. Po wybuchu II wojny światowej został internowany, zdołał jednak uciec i przedostać się w 1941 roku do Stanów Zjednoczonych, gdzie w 1947 roku otrzymał amerykańskie obywatelstwo. Od 1944 roku wraz z Aleksandrem Schneiderem i Benarem Heifetzem współtworzył Albeneri Trio. W 1948 roku odznaczony został Coolidge Medal za zasługi w dziedzinie kameralistyki.

## Twórczość
Był aktywnym propagatorem muzyki współczesnej, już w latach 30. XX wieku zaadaptował technikę dodekafoniczną Arnolda Schönberga. Wykorzystywał też elementy folkloru bretońskiego i żydowskiego. Pozostawił po sobie niewiele kompozycji, napisane utwory wielokrotnie przerabiał.

## Wybrane kompozycje
(na podstawie materiałów źródłowych)

### Utwory orkiestrowe
- Präludien zur Nacht na orkiestrę kameralną (1927)
- Les symphonies bretonnes (1941)
- Suita: wersja 1 na skrzypce i orkiestrę (1927), wersja 2 na skrzypce, orkiestrę i fortepian (1937), wersja 3 na skrzypce i 26 instrumentów (1955, instrumentacja dokończona przez Renégo Leibowitza)

### Utwory kameralne
- 3 caprices de Paganini na skrzypce i fortepian (1943)
- Nenia Judeis qui hac aetate perierunt na wiolonczelę i fortepian (1943)
- Actus tragicus na 10 instrumentów (1946)
- Kwartet smyczkowy (1953)

### Utwory fortepianowe
- Bagatellen (1936)
- 8 inventions (1937)
- Ciaccona dei tempi dei guerra (1943)

### Utwory wokalno-instrumentalne
- Muzyka na sopran i 10 instrumentów (1953)
- 4 Nocturnes na sopran i fortepian (1954)